# 高橋新八
高橋 新八（たかはし しんはち / しんぱち、1880年（明治13年）6月28日 - 1923年（大正12年）4月9日）は、明治から大正期の造船技術者、実業家、政治家、華族。貴族院男爵議員。旧名・新作。

## 経歴
英学者・高橋新吉の長男として生まれる。父の死去に伴い、1918年（大正7年）12月20日、男爵を襲爵した。
1909年7月（明治42年）東京帝国大学工科大学造船学科を卒業。神戸川崎造船所技師を経て、1917年（大正6年）八千代生命保険監査役に就任。その他、南国護謨監査役、輸出水産取締役、墨田川造船所社長などを務めた。
1922年（大正11年）5月13日、貴族院男爵議員補欠選挙で当選し、公正会に所属して活動し1923年4月8日まで在任した。

## 親族
- 妻：延（のぶ、伊東祐亨二女）[1]
- 長男：新二（男爵、海軍主計大尉）[1]